# Lluís Lloansí i Marill
Lluís Lloansí i Marill (Sant Feliu de Guíxols, 25 d'agost de 1914 - Barcelona, 6 de novembre de 2009) fou un compositor de sardanes català.

## Biografia
Fill de Joan Lloansí Garcés, taper d'ofici i de Francesca Marill Vilanova, residien al carrer dels Metges de la ciutat

## Estudis musicals i trajectòria professional
Quan tenia vint anys es va iniciar en el món musical com a director de l'orquestrina local Modern Jazz al mateix temps que també hi tocava el piano. Amb l'inici de la guerra civil, aquesta agrupació musical va ésser col·lectivitzada i Lloansí va passar a formar part de l'orquestra del Cinema Vidal però seria per poc temps, ja que el mes d'agost d'aquell mateix any va marxar a residir a Sant Joan les Fonts.
La música ha tingut una posició de predomini en la seva vida malgrat que la comptabilitat era la seva ocupació principal. Ja comptava amb antecedents musicals a la família, les primeres nocions de música les va adoptar en el cor parroquial i posteriorment Josep Maria Vilà i Gandol va guiar la seva formació acadèmica.
Després de la guerra es va traslladar a Barcelona, on va formar part de l'anomenada segona escola barcelonina de composició de cobla, al costat de gent com Fèlix Martínez i Comín i Pepita Llunell, Domènec Moner, Pere Masats o Josep Gravalosa.
També va exercir de pianista acompanyant del mític tenor Gaietà Renom, i va dirigir l'Orquestra Barcino, que tenia la seu a l'Orfeó de Sants. Aquest fet li va permetre conèixer el mestre Antoni Pérez i Moya, que li va ensenyar les primeres indicacions de la instrumentació per a cobla tot i que el seu veritable aprenentatge va sorgir de l'audició de concerts al Liceu i al Palau de la Música Catalana. Va dirigir les cobles Barcelona i Ciutat de Terrassa. Juntament amb altres compositors de l'època, als anys 60 i 70 va desenvolupar una gran tasca al capdavant de les ballades del Pla de la catedral de Barcelona, en què predominava el caràcter de la sardana en la seva vessant més musical fins a afavorir que l'obra de diferents músics selectes evités la reclusió a les sales de concert. Com a compositor, en la seva joventut va escriure força música religiosa que els atzars de la guerra van destruir, i la seva obra posterior se circumscriu bàsicament a la música per a cobla.
Al llarg de la seva vida, va ser mereixedor de nombrosos homenatges per la seva trajectòria musical tant a la ciutat que va néixer com a Barcelona, on residia habitualment.
El Departament de Cultura de la Generalitat de Catalunya li va atorgar l'any 1999 la medalla al Mèrit Musical en reconeixement de la seva tasca professional en pro de la sardana.
Malgrat haver residit gran part de la seva vida a Barcelona, on ha desenvolupat la seva tasca professional, Lluís Lloansí sempre ha continuat molt vinculat a la seva ciutat, Sant Feliu de Guíxols, i ha sigut l'impulsor i col·laborador del Festival de la Porta Ferrada.
El seu fill, Joan Lloansí i Méndez, també és compositor de sardanes.
Morí el 6 de novembre de 2009 a Barcelona (Barcelonès), a l'edat de 95 anys.